# Дефляционная теория истины
Дефляционная теория истины или дефляционизм (от лат. deflatio — «сдувание») — семейство теорий, объединяемых заявлениями о том, что утверждения, объявляющие истинность некоего высказывания, не придают свойство истинности такому высказыванию.

## Теория избыточности
Концепцию избыточности, к которой близко подходил Готлоб Фреге, сформулировал в явном виде Фрэнк Рамсей и, как интерпретируют исследователи позднее развивавшего эту концепцию Людвига Витгенштейна, «„р истинно“ эквивалентно „р утверждаемо“, а „р ложно“ — „р отрицаемо“».
Альфред Айер развил теорию Рамсея, продекларировав, что из избыточности утверждения об истинности следует отсутствие такого свойства, как «истина».

## Дисквотационная теория
Дисквотационная теория — теория «раскавычивания» — была разработана Уиллардом Куайном на базе семантической концепции Альфреда Тарского.
Парадигму Тарского «Предложение „Снег белый“ истинно, тогда и только тогда, когда снег белый» Куайн трактует как использование предиката истинности как инструмента для снятия кавычек с предложения, и перехода от разговора о словах к разговору о снеге.